# Tuberaphis sumatrana
Tuberaphis sumatrana är en insektsart. Tuberaphis sumatrana ingår i släktet Tuberaphis och familjen långrörsbladlöss. Inga underarter finns listade i Catalogue of Life.